# 須野田誠
須野田 誠（すのだ まこと、1953年9月8日 - 2008年5月21日）は、広島県福山市出身の実業家、予備校経営者。早稲田アカデミー創業者。早稲田大学大学院経済学研究科修了。

## 経歴
1975年、早稲田大学法学部在学中に学習塾を創業。1979年社名を早稲田大学院生塾（現・早稲田アカデミー）に変更し社長に就任、日本屈指の進学塾に成長させた。2008年5月21日、急性心不全のため54歳で死去。

## 著書
- 『わが子を救う教育サバイバル術』グローバル教育出版、2002年
- 『塾の効果を10倍にする家庭の習慣』主婦と生活社、2007年
- 『なぜ、「ふつうの子」がグングン伸びて難関校に受かるのか？』 すばる舎、2008年
- 『カリスマ塾長直伝　中学受験に大成功する「家庭の戦略」』 講談社、2008年